# XL Recordings
XL Recordings es una compañía discográfica independiente lanzada por Richard Russell con los Beggars Banquet Records en 1989 para lanzar música rave y dance. La etiqueta era originalmente para un grupo más llamado Citybeat que era conocido por grabaciones tales como Freeez, Starlight, Dream Frequency y el Ultramagnetic MCS. No obstante, con el éxito de grabaciones de grupos tales como The Prodigy y SL2, el XL reemplazó a Citybeat en la formación de la compañía.
Puesto que los últimos años de los 90 se ampliaron otros géneros tales como el freak-folk, rock alternativo, hip-hop ahora es la casa discográfica de artistas como Radiohead, Lemon Jelly, Devendra Banhart, Basement Jaxx, Adele, The White Stripes, Peaches, Dizzee Rascal, M.I.A., Ratatat, Tapes 'n Tapes, Prodigy, Tyler, The Creator, Vampire Weekend, Sigur Rós y The xx.
Thom Yorke, de Radiohead, lanzó su primer álbum solista, The Eraser, en julio de 2006. Si bien alcanzó el número uno en ningún país específico (#2 en los EE. UU., #3 en el Reino Unido y #2 en Canadá), fue el número uno en ventas mundiales durante la semana inicial del lanzamiento.
El 1 de noviembre de 2007, Radiohead firmó un contrato con esta discográfica para lanzar su séptimo trabajo, In Rainbows, después de que su contrato con EMI de seis discos finalizara en 2004 sin ninguna actualización; el disco salió el 31 de diciembre en formato convencional.
En el 2008, el grupo musical everything everything lanzó su sencillo "Suffragette Suffragette" a través de esta discográfica, únicamente en formato vinilo. El lanzamiento más exitoso de la disquera es 21, de Adele, con más de 30 millones de copias vendidas, siendo uno de los álbumes de mayores ventas en el mundo.
- Datos: Q1123947
- Multimedia: XL Recordings / Q1123947